# Magician's Hat
Magician's Hat è un album in studio di musica strumentale del musicista svedese Bo Hansson, pubblicato nel 1972 in Svezia con il titolo Ur trollkarlens hatt e nel 1973 sul mercato internazionale.

## Tracce
Side 1
1. The City – 7:20
2. Divided Reality – 6:17
3. Elidor – 1:34
4. Before the Rain – 1:31
5. Fylke – 1:50
6. Playing Downhill into the Downs – 1:39

Side 2
1. Findhorn's Song – 1:43
2. Awakening – 2:43
3. Wandering Song – 3:13
4. The Sun (Parallel or 90°) – 7:07
5. Excursion with Complications – 3:23